# کانینگهام کورنر (آرکانزاس)
کانینگهام کورنر (به انگلیسی: Cunningham Corner) یک منطقهٔ مسکونی در ایالات متحده آمریکا است که در شهرستان کریتندن، آرکانزاس واقع شده‌است. کانینگهام کورنر ۶۶ متر بالاتر از سطح دریا واقع شده‌است.